# Nowy Kątek
Nowy Kątek (lit. Naujasis Kampelis) – wieś na Litwie, w okręgu uciańskim, w rejonie ignalińskim, w gminie Daugieliszki Nowe.

## Historia
W czasach zaborów w gminie Daugieliszki, w powiecie święciańskim, w guberni wileńskiej Imperium Rosyjskiego.
W dwudziestoleciu międzywojennym futor leżał w Polsce, w województwie wileńskim, w powiecie święciańskim, w gminie Daugieliszki.
W 1931 w 9 domach zamieszkiwało 47 osób.
Miejscowość należała do parafii rzymskokatolickiej w Daugieliszkach. Podlegała pod Sąd Grodzki w Święcianach i Okręgowy w Wilnie; właściwy urząd pocztowy mieścił się w Daugieliszkach.